# Limoncello
Il limoncello è un liquore dolce, ottenuto dalla macerazione in alcol etilico delle scorze del limone ed eventualmente di altri agrumi, miscelata in seguito con uno sciroppo di acqua e zucchero.

## Storia
Il termine "limoncello" sarebbe derivato da un vezzeggiativo della parola "limone". Il termine si riferiva inizialmente a una varietà di limoni di dimensioni più contenute (probabilmente il lime o limetta). Era già in uso nel 1590, come testimoniato nell'opera Vocabulario De Las Dos Lenguas Toscana y Castellana (1590) di Cristobal Las Casas. Secondo il dizionario Sabatini Colletti risalerebbe, invece, al XIV secolo. Analogo al termine "limoncello" sarebbe anche il termine "limoncino".
La terza edizione (1691) del vocabolario degli Accademici della Crusca riporta il termine limoncello col significato (o accostamento) di "acqua cedrata". Il termine limoncello aveva infatti assunto a un certo punto anche il significato di limonata, la quale era utilizzata come medicinale. Il medico Francesco Redi (1687), tra gli altri, inserì la parola "limoncello" in una delle sue rime: 
(Francesco Redi, Bacco in Toscana. Ditirambo di Francesco Redi accademico della Crusca, con... (1687))
L'uso della parola "limoncello" per riferirsi a un liquore al gusto di limone è, probabilmente, un accostamento relativamente recente affermatosi nel Novecento. La storia dello stesso liquore non è nota con precisione, considerando anche che vi sono degli interessi commerciali sulla bevanda e spesso i commercianti tendono faziosamente ad appropriarsene la paternità per fini di promozione (come già accaduto, ad esempio, con il caffè all'uovo vietnamita). La prima comparsa nelle fonti che citano il "limoncello" come liquore risalirebbe al Novecento.
L'attore statunitense Danny DeVito ha contribuito enormemente a far conoscere negli Stati Uniti il liquore, che in precedenza era quasi sconosciuto.

## Descrizione
Generalmente, si utilizza per l'infusione, alcol etilico a gradazione di almeno 90%, in cui vengono macerate le scorze (solo la parte gialla) di dieci grossi limoni per ogni litro di alcol. Il periodo di macerazione varia da ricetta a ricetta, ma studi scientifici hanno dimostrato che bastano solo 3 giorni per estrarre tutte le caratteristiche aromatiche e i vari oli essenziali; dopodiché viene aggiunto lo sciroppo, nel quale le proporzioni sono sommariamente di 600-700 grammi di zucchero per litro d'acqua. Il liquore viene quindi filtrato e imbottigliato.
Mediamente dopo un paio di settimane di maturazione in bottiglia (ma per certe ricette la durata è molto minore), il preparato diviene il classico liquore di colore giallo, particolarmente adatto da gustare come digestivo dopo i pasti.
La buccia di colore giallo citrino, ottenuta dai migliori limoni di forma ellittica, simmetrica e di dimensioni medio-grandi, è l'ingrediente principale del limoncello, contenente oli essenziali che conferiscono al liquore un aroma molto deciso, nonché un gusto molto forte.
Secondo la tradizione, il limoncello nasce agli inizi del Novecento e la sua paternità viene contesa tra sorrentini, amalfitani, capresi o siciliani o sardi. Molto rinomato è quello prodotto in Campania utilizzando il limone di Sorrento (il "femminello") o lo sfusato amalfitano IGP.